# يو إف سي ليلة القتال: مايا ضد عثمان
يو إف سي ليلة القتال: مايا ضد عثمان (بالإنجليزية: UFC Fight Night: Maia vs. Usman)‏ هو حدث لفنون القتال المختلطة نظمته يو إف سي، أُقيم في 19 مايو 2018، على موفيستار أرينا في سانتياغو، تشيلي.